# Hajime Ōtani
Hajime Ōtani (大谷 肇 Ōtani Hajime?) es un animador, director y guionista gráfico japonés.

## Primeros años
Ōtani nació en la Prefectura de Fukui el 22 de septiembre de 1979. Se interesó por la animación por primera vez mientras estaba en la escuela secundaria después de ver la película La princesa Mononoke de Hayao Miyazaki.

## Carrera
Ōtani se unió al estudio Imagin como animador intermedio alrededor de 2004. Trabajó principalmente como animador subcontratado y eventualmente director de episodios para Madhouse e Imagin. Hizo su debut como director con una adaptación a OVA del manga Ikoku Irokoi Romantan de Ayano Yamane. Los proyectos finales de Ōtani con Imagin fueron Needless  (2009) y Wolverine (2011), para los que el estudio ayudó bajo Madhouse, donde fue ascendido a asistente de dirección de la serie.
Después de la disolución de Imagin, el ex productor del estudio Yasuhiro Okada se unió al estudio Shaft con Ōtani, donde este último se ocupó principalmente de la dirección de episodios y los guiones gráficos. En 2020, hizo su debut como director de series como director jefe de episodios en Assault Lily Bouquet con Shōji Saeki, y al año siguiente debutó como director de Bishōnen Tanteidan bajo la dirección de Akiyuki Shinbo. Después de Bishōnen Tanteidan, decidió que quería intentar dirigir en un estudio diferente ya que había estado trabajando con Shaft durante mucho tiempo; así, en plena producción de la serie Dance Dance Danseur, producida por MAPPA, le preguntaron si quería incorporarse a la serie como su "director de ballet".

### Estilo
En una entrevista entre él y su colega de Shaft, Kenjirō Okada, se les pidió a ambos que describieran los estilos y procesos de cada uno como directores. Okada declaró que Ōtani no dudó en anteponer el arte y las animaciones atractivos, y que admiraba eso de Ōtani. Akiyuki Shinbo también comentó en una entrevista separada que sentía que Ōtani compartía un sentido de dirección visual muy similar al suyo. A pesar de haberse inspirado originalmente en el director Hayao Miyazaki, Ōtani ha comentado que su estilo es mucho más excéntrico y diferente al de Miyazaki, el cual describió se debía a que intentaba sobrevivir y destacarse en la industria.

## Trabajos

### Anime

#### Series de televisión
Destaca papeles con funciones de dirección de series.
     Destaca roles con tareas de asistente de dirección o supervisión.
| Año  | Título                                             | Director(es)                     | Estudio  | Funciones | Refs.                             |
| ---- | -------------------------------------------------- | -------------------------------- | -------- | --- | --------------------------------- |
| 2005 | Eyeshield 21                                       | Masayoshi Nishida                | Gallop   | Director de episodio (#35) | [ 11 ]                            |
| 2005 | Ichigo 100%                                        | Osamu Sekita                     | Madhouse | Animación intermedia (#7-8) | [ 12 ]                            |
| 2005 | Oku-sama wa Joshi Kōsei                            | Jun Shishido                     | Madhouse | Animación intermedia (#1-2, 15-16) Animación clave (#10, 22)                                                                                            | [ 13 ] [ 14 ]                     |
| 2005 | Mai-Otome                                          | Masakazu Obara                   | Sunrise  | Asistente de dirección de episodio (#8) | [ 15 ]                            |
| 2005 | Strawberry Panic                                   | Masayuki Sakoi                   | Madhouse | Director de episodio (#9) Animación clave (#1) | [ 16 ] [ 17 ]                     |
| 2006 | Saiunkoku Monogatari                               | Jun Shishido                     | Madhouse | Director de episodios (# 2, 5, 8) | [ 18 ]                            |
| 2006 | Yume Tsukai                                        | Kazuo Yamazaki                   | Madhouse | Director de episodio (#4) | [ 19 ]                            |
| 2007 | Saiunkoku Monogatari 2nd Season                    | Jun Shishido                     | Madhouse | Director de episodios (#3, 7, 12, 19, 22, 31, 33, 37)                                                                                                   | [ 20 ]                            |
| 2008 | Kamen no Maid Guy                                  | Masayuki Sakoi                   | Madhouse | Director de episodios (#1, 7) | [ 21 ]                            |
| 2008 | Chaos;Head                                         | Takaaki Ishiyama                 | Madhouse | Director de episodio (#1) | [ 22 ]                            |
| 2009 | Needless                                           | Masayuki Sakoi                   | Madhouse | Director asistente Director de episodios (#1, 5, 14, 23) Guionista gráfico (#2; OP2) Director de unidad (#OP2)                                          | [ 5 ] [ 23 ] [ 24 ] [ 25 ]        |
| 2011 | Wolverine                                          | Hiroshi Aoyama                   | Madhouse | Director asistente Director de episodios (#1, 12) Guionista gráfico (#10)                                                                               | [ 4 ] [ 26 ] [ 27 ]               |
| 2012 | Nisemonogatari                                     | Akiyuki Shinbo Tomoyuki Itamura  | Shaft    | Guionista gráfico (#9) | [ 28 ]                            |
| 2015 | Kōfuku Gurafiti                                    | Akiyuki Shinbo Naoyuki Tatsuwa   | Shaft    | Director de episodios (#4, 11) | [ 29 ] [ 30 ]                     |
| 2015 | Nisekoi:                                           | Akiyuki Shinbo Yukihiro Miyamoto | Shaft    | Guionista gráfico (#11) Director de unidad (#12) | [ 31 ] [ 32 ]                     |
| 2015 | Owarimonogatari                                    | Akiyuki Shinbo Tomoyuki Itamura  | Shaft    | Director de episodio (#5) | [ 33 ]                            |
| 2016 | Sangatsu no Lion                                   | Akiyuki Shinbo Kenjirō Okada     | Shaft    | Director de episodio (#19) Guionista gráfico (#19; OP2) Director de unidad (#OP2)                                                                       | [ 34 ] [ 35 ]                     |
| 2017 | Sangatsu no Lion 2nd Season                        | Akiyuki Shinbo Kenjirō Okada     | Shaft    | Director de episodio (#23, 34, 40, 44) Guionista gráfico (#23, 34, 44) Cooperación de dirección (#30)                                                   | [ 36 ] [ 37 ] [ 38 ]              |
| 2019 | Zoku Owarimonogatari                               | Akiyuki Shinbo                   | Shaft    | Director de episodio (#6) Guionista gráfico (#6) | [ 39 ]                            |
| 2020 | Magia Record: Puella Magi Madoka Magica Side Story | Doroinu Varios                   | Shaft    | Director de episodio (#2) Guionista gráfico (#2) | [ 40 ]                            |
| 2020 | Assault Lily Bouquet                               | Shōji Saeki Hajime Ōtani         | Shaft    | Director jefe de episodios Director de episodios (#2, 6, 11-12) Guionista gráfico (#2, 4, 6, 11)                                                        | [ 6 ] [ 41 ] [ 42 ] [ 43 ] [ 44 ] |
| 2021 | Bishōnen Tanteidan                                 | Akiyuki Shinbo Hajime Ōtani      | Shaft    | Director Director de episodio (#12) Guionista gráfico (#1-3, 12) Director de unidad (#ED1)                                                              | [ 7 ] [ 45 ] [ 46 ] [ 47 ]        |
| 2022 | Dance Dance Danseur                                | Munehisa Sakai                   | MAPPA    | Director de ballet Director de parte de ballet (#2-3) Director de episodios (#5, 10–11) Guionista gráfico (#2, 5, 11) Guionista gráfico de ballet (#10) | [ 8 ] [ 48 ]                      |
| 2024 | Bucchigiri?!                                       | Hiroko Utsumi                    | MAPPA    | Director de episodios (#6, 11) Guionista gráfico (#6, 11)                                                                                               | [ 49 ]                            |

#### Películas
| Año  | Título             | Director(es) | Estudio | Funciones                            | Refs.  |
| ---- | ------------------ | ------------ | ------- | ------------------------------------ | ------ |
| 2025 | Versailles no Bara | Ai Yoshimura | MAPPA   | Director de unidad Guionista gráfico | [ 50 ] |

#### OVAs
Destaca papeles con funciones de dirección de series.
| Año  | Título                                          | Director(es)                   | Estudio    | Funciones                                                      | Refs.         |
| ---- | ----------------------------------------------- | ------------------------------ | ---------- | -------------------------------------------------------------- | ------------- |
| 2005 | Saint Beast: Ikusen no Hiru to Yoru-hen         | Masayuki Sakoi                 | Wonderfarm | Animación intermedia (#1-2)                                    | [ 51 ]        |
| 2007 | Ikoku Irokoi Romantan                           | Hajime Ōtani                   | Prime Time | Director Director de episodios (#1-2) Guionista gráfico (#1-2) | [ 3 ]         |
| 2009 | Maiden Rose                                     | Hidefumi Takagi                | Prime Time | Guionista gráfico                                              | [ 52 ]        |
| 2011 | Katteni Kaizō                                   | Akiyuki Shinbo Naoyuki Tatsuwa | Shaft      | Director de episodios (#4–5) Guionista gráfico (#4)            | [ 53 ] [ 54 ] |
| 2016 | Kubikiri Cycle: Aoiro Savant to Zaregoto Tsukai | Akiyuki Shinbo Yūki Yase       | Shaft      | Director de episodios (#3) Guionista gráfico (#3, 5–6)         | [ 55 ] [ 56 ] |

### Videojuegos
Destaca papeles con funciones de dirección de series.
| Año  | Título                | Director(es)                                 | Estudio | Funciones                            | Refs.  |
| ---- | --------------------- | -------------------------------------------- | ------- | ------------------------------------ | ------ |
| 2017 | Magia Record (Arco I) | Yukihiro Miyamoto Kenjirō Okada Hajime Ōtani | Shaft   | Director de escena Guionista gráfico | [ 57 ] |